# Live at Leeds
| Críticas profissionais | Críticas profissionais |
| Avaliações da crítica  | Avaliações da crítica  |
| Fonte                  | Avaliação              |
| ---------------------- | ---------------------- |
| allmusic               | link                   |
| PopMatters             | (Positivo)             |

Live at Leeds é o primeiro álbum ao vivo do The Who, o único a ser lançado enquanto a banda em sua formação original ainda estava na ativa, gravando e se apresentando regularmente. A banda gravou o álbum em sua turnê de maior sucesso.

## História
Depois de lançar Tommy em 1969, o Who começou uma longa turnê para promovê-lo, retornando à Inglaterra no fim do ano com o desejo de lançar um álbum ao vivo tirado daquela turnê. No entanto, o grupo desanimou ante o prospecto de ter de ouvir as centenas de horas de gravações acumuladas para decidir qual renderia o melhor álbum, resolvendo queimar ritualmente as fitas (para evitar que caíssem nas mãos dos pirateadores), agendando dois shows, um no Hull City Hall e outro na Universidade de Leeds, com o único propósito de lançar este álbum ao vivo. O show que ocorreu no Dia dos Namorados britânico é que acabou sendo escolhido.
Talvez devido a estas circunstâncias, ou talvez porque o Who estivesse empolgado com o sucesso internacional de Tommy, ou simplesmente porque estavam em forma na época, Live At Leeds acabou se tornando uma gravação extraordinária. A capa do álbum foi projetada para se parecer com a de um disco pirata, e em seu interior trazia alguns fac-símiles de documentos históricos do Who, como o contrato para tocar no Festival de Woodstock, o pôster "Maximum R&B" com Pete girando seu braço e uma carta da gravadora EMI recusando o grupo, entre outros. O selo do disco era escrito à mão (aparentemente por Townshend), e trazia instruções para que os engenheiros de áudio não corrigissem nenhum ruído.
Foi lançado em CD remasterizado em 1995, trazendo as introduções das músicas e outros detalhes que foram editados do lançamento original. Isto também foi disponibilizado na "Edição De Luxo", que elimina "Amazing Journey" e acrescenta mais um pouco de diálogo entre as músicas, além de trazer um segundo CD com a performance de Tommy (incluindo "Amazing Journey"). No show, Tommy foi tocado entre "A Quick One, While He’s Away" e "Summertime Blues". A edição "De Luxo" do CD remasterizado traz praticamente tudo o que foi apresentado no concerto.
"Fortune Teller", "Young Man Blues",  "Summertime Blues", e "Shakin' All Over" são sucessos do R&B que eram parte do repertório da banda na época.
"My Generation" evolui para uma improvisação de quatorze minutos, que repete o refrão "See Me Feel Me/Listening To You" de Tommy, apresenta o riff instrumental que daria origem a "Naked Eye", e diversos outros temas. "Magic Bus" é estendida para mais sete minutos e meio, e o resto das faixas são em sua maioria versões mais avançadas das canções originais, com um consistente som de power trio de rock pesado.
Um concerto similar feito no mesmo ano foi lançado em 1996 como Live At Isle Of Wight Festival 1970, juntamente com um filme intitulado Listening To You: The Who at Isle of Wight Festival. Em geral as músicas de Live At Leeds são superiores, embora a performance de Tommy seja melhor na gravação feita na Ilha de Wight. Ainda, para agregar ao material da turné de 1970 foi lançado em 2011 a edição deluxe de Live at Hull, com performance semelhante a Leeds e Isle of Wight. Algumas filmagens do show em Leeds foram incorporadas ao documentário Amazing Journey, lançado em 2009. A filmagem do London Coliseum em 1970 também foi adicionada ao dvd At Kilburn 1977. A segunda edição deluxe de Tommy, lançada em 2013 também traz uma apresentação de Tommy na integra, contudo não relata o local do show, ou dos shows. Nesta turné de Tommy, a banda costumava iniciar os shows com a agitadíssima Heaven and Hell, escrita por John Entwistle. No dvd 30 Years of Maximum R & B Live pode-se presenciar a banda abrindo o show com uma versão exemplar da música no segmento do concerto em Tanglewood.

## Edições
- 1970 Track 2406 001 (no Reino Unido), Decca DL 79175 (nos EUA): O lançamento original em LP. Foi lançado em ambos os países em separado, mas quase simultaneamente. Seria lançado no Brasil só em 1971. Produzido pelo The Who. No Brasil este LP foi lançado na época com uma capa diferente, com uma fotografia na frente e não como a capa inglesa com o carimbo parecendo um bootleg (pirata) e nem com os papéis, fotos e posters dentro, como na edição internacional. O vinil tinha 06 músicas, e este item é raríssimo.
- 1990 MCAD-37000 / DIDX-353: O lançamento original em CD. Mesma capa, mas sem os fac-símiles de documentos. Mesmas faixas do LP original. Sem créditos de produção.
- 1995 MCAD-11215: O CD remasterizado. Mesma capa, exceto por adicionar mais tinta no título (possivelmente exigência das regras atuais de mercado). Estampa no CD similar ao selo do LP, com o aviso aos engenheiros de som mudado para "Ruídos Corrigidos!". Traz encarte com 10 páginas com texto de Chris Charlesworth, informações sobre as músicas, fotos da banda em Leeds e versões reduzidas dos fac-símiles. Produzido por Jon Astley. Produtores executivos: Bill Curbishley, Robert Rosenberg e Chris Charlesworth. Disco simples, sem a adição posterior da performance completa de Tommy, encontrada na edição deluxe. Apenas a música Amazing Jorney esta neste disco.
- 2002 MCA – sem número de catálogo (ISBN 088 112 618-2): Versão  deluxe do CD remasterizado, edição dupla. Capa similar à anterior, com o título mais definido. Embalagem de papelão, similar à do vinil. Traz a performance completa de Tommy no segundo CD. A capa se abre formando uma reprodução em tamanho real do LP original, mais um encarte de 14 páginas e os fac-símiles em miniatura. Produzido por Jon Astley. Produtores executivos: Bill Curbishley, Robert Rosenberg e Chris Charlesworth.
- 2010 MCA - Versão super deluxe, com a apresentação completa de Leeds, livro, reprodução do LP original e do single "Summertime Blues" mais o show completo realizado no Hull City Hall no dia seguinte.[1]
- 2011 UMC - Versão deluxe de Live at Hull. Este concerto ainda utilizou partes do baixo do show de Leeds, pelo fato de a trilha de baixo ter sido apagada acidentalmente apagada.

## Faixas

### LP original
Lado A
1. "Young Man Blues" (Alison) - 4:45
2. "Substitute" (Townshend) - 2:05
3. "Summertime Blues" (Capeheart, Cochran) - 3:22
4. "Shakin' All Over" (Kidd) - 4:15

Lado B
1. "My Generation" (Townshend) - 14:27
2. "Magic Bus" (Townshend) - 7:30

### CD (1995)
Remasterizado digitalmente lançado em 1995 trazia as faixas originais e mais algumas adições:
1. "Heaven And Hell" (Entwistle) - 4:50
2. "I Can't Explain" (Townshend) - 2:58
3. "Fortune Teller" (Neville) - 2:34
4. "Tattoo" (Townshend) - 3:42
5. "Young Man Blues" (Townshend) - 5:51
6. "Substitute" (Townshend) - 2:06
7. "Happy Jack" (Townshend) - 2:13
8. "I'm A Boy" (Townshend)- 4:41
9. "A Quick One, While He's Away" (Townshend) - 8:41
10. "Amazing Journey/Sparks" (Townshend) - 7:54
11. "Summertime Blues" (Capeheart, Cochran) - 3:22
12. "Shakin' All Over" (Kidd) - 4:34
13. "My Generation" (Townshend) - 15:46
14. "Magic Bus" (Townshend) - 7:46

### Edição deluxe (2001)
Disco um
1. "Heaven and Hell" (Entwistle) – 5:09
2. "I Can't Explain" (Townshend) – 2:26
3. "Fortune Teller" (Neville and Spellman) – 3:22
4. "Tattoo" (Townshend) – 3:00
5. "Young Man Blues" (Allison) – 5:56
6. "Substitute" (Townshend) – 3:04
7. "Happy Jack" (Townshend) – 2:13
8. "I'm a Boy" (Townshend) – 2:45
9. "A Quick One, While He's Away" (Townshend) – 8:51
10. "Summertime Blues" (Capehart and Cochran) – 3:34
11. "Shakin' All Over" (Kidd) – 4:34
12. "My Generation" (Townshend) – 15:24
13. "Magic Bus" (Townshend) – 8:21

Disco dois: Tommy
1. "Overture" (Townshend) – 6:53
2. "It's a Boy" (Townshend) – 0:31
3. "1921" (Townshend) – 2:26
4. "Amazing Journey" (Townshend) – 3:18
5. "Sparks" (Townshend) – 4:23
6. "Eyesight to the Blind" a.k.a. "Born Blind" (Sonny Boy Williamson) – 1:58
7. "Christmas" (Townshend) – 3:19
8. "The Acid Queen" (Townshend) – 3:35
9. "Pinball Wizard" (Townshend) – 2:25
10. "Do You Think It's Alright?" (Townshend) – 0:22
11. "Fiddle About" (Entwistle) – 1:13
12. "Tommy, Can You Hear Me?" (Townshend) – 0:55
13. "There's a Doctor" (Townshend) – 0:23
14. "Go to the Mirror!" (Townshend) – 3:24
15. "Smash The Mirror" (Townshend) – 1:19
16. "Miracle Cure" (Townshend) – 0:13
17. "Sally Simpson" (Townshend) – 4:01
18. "I'm Free" (Townshend) – 2:39
19. "Tommy's Holiday Camp" (Keith Moon) – 1:00
20. "We're Not Gonna Take It" (Townshend) – 8:48

### Edição super deluxe (2010)
CD um: Leeds
1. Heaven and Hell (Entwistle)
2. I Can't Explain (Townshend)
3. Fortune Teller (Neville and Spellman)
4. Tattoo (Townshend)
5. Young Man Blues (Allison)
6. Substitute (Townshend)
7. Happy Jack (Townshend)
8. I'm a Boy (Townshend)
9. A Quick One, While He's Away (Townshend)
10. Summertime Blues (Capehart and Cochran)
11. Shakin' All Over (Kidd)
12. My Generation (Townshend)
13. Magic Bus

CD dois – Leeds: Tommy
1. Overture (Townshend)
2. It's a Boy (Townshend)
3. 1921 (Townshend)
4. Amazing Journey (Townshend)
5. Sparks (Townshend)
6. Eyesight to the Blind a.k.a. "Born Blind" (Sonny Boy Williamson)
7. Christmas (Townshend)
8. The Acid Queen (Townshend)
9. Pinball Wizard (Townshend)
10. Do You Think It's Alright? (Townshend)
11. Fiddle About (Entwistle)
12. Tommy, Can You Hear Me? (Townshend)
13. There's a Doctor (Townshend)
14. Go to the Mirror! (Townshend)
15. Smash The Mirror (Townshend)
16. Miracle Cure (Townshend)
17. Sally Simpson (Townshend)
18. I'm Free (Townshend)
19. Tommy's Holiday Camp (Keith Moon)
20. We're Not Gonna Take It (Townshend)

CD três: Hull
1. Heaven and Hell (Entwistle)
2. I Can't Explain (Townshend)
3. Fortune Teller (Neville and Spellman)
4. Tattoo (Townshend)
5. Young Man Blues (Allison)
6. Substitute (Townshend)
7. Happy Jack (Townshend)
8. I'm a Boy (Townshend)
9. A Quick One, While He's Away (Townshend)
10. Summertime Blues (Capehart and Cochran)
11. Shakin' All Over (Kidd)
12. My Generation (Townshend)

CD quatro – Hull: Tommy
1. Overture (Townshend)
2. It's a Boy (Townshend)
3. 1921 (Townshend)
4. Amazing Journey (Townshend)
5. Sparks (Townshend)
6. Eyesight to the Blind a.k.a. "Born Blind" (Sonny Boy Williamson)
7. Christmas (Townshend)
8. The Acid Queen (Townshend)
9. Pinball Wizard (Townshend)
10. Do You Think It's Alright? (Townshend)
11. Fiddle About (Entwistle)
12. Tommy, Can You Hear Me? (Townshend)
13. There's a Doctor (Townshend)
14. Go to the Mirror! (Townshend)
15. Smash The Mirror (Townshend)
16. Miracle Cure (Townshend)
17. Sally Simpson (Townshend)
18. I'm Free (Townshend)
19. Tommy's Holiday Camp (Keith Moon)
20. We're Not Gonna Take It (Townshend)

Vinil com o LP original:

Lado A
1. Young Man Blues
2. Substitute
3. Summertime Blues
4. Shakin’ All Over

Lado B
1. My Generation
2. Magic Bus

Single de 7” 
A. Summertime Blues
B. Heaven & Hell